# UCI Africa Tour 2016
Navigation
Édition précédente Édition suivante
L'UCI Africa Tour 2016 est la douzième édition de l'UCI Africa Tour, l'un des cinq circuits continentaux de cyclisme de l'Union cycliste internationale. Il est composé de 29 compétitions organisées du 28 décembre 2015 au 16 octobre 2016 en Afrique.

## Calendrier des épreuves

### Décembre 2015
| Date | Course        | Pays   | Classe | Vainqueur        | Équipe                    |
| ---- | ------------- | ------ | ------ | ---------------- | ------------------------- |
| 28-2 | Tour d'Égypte | Égypte | 2.2    | Mounir Makhchoun | Équipe nationale du Maroc |

### Janvier
| Date  | Course                 | Pays  | Classe | Vainqueur    | Équipe         |
| ----- | ---------------------- | ----- | ------ | ------------ | -------------- |
| 18-24 | Tropicale Amissa Bongo | Gabon | 2.1    | Adrien Petit | Direct Énergie |

### Février
| Date | Course                                    | Pays  | Classe | Vainqueur          | Équipe                      |
| ---- | ----------------------------------------- | ----- | ------ | ------------------ | --------------------------- |
| 24   | Championnat d'Afrique du contre-la-montre | Maroc | CC     | Mouhssine Lahsaini | Équipe nationale du Maroc   |
| 26   | Championnat d'Afrique sur route           | Maroc | CC     | Tesfom Okubamariam | Équipe nationale d'Érythrée |

### Mars
| Date  | Course                               | Pays     | Classe | Vainqueur           | Équipe                     |
| ----- | ------------------------------------ | -------- | ------ | ------------------- | -------------------------- |
| 4     | Circuit international d'Alger        | Algérie  | 1.2    | Jesús Alberto Rubio | Al Nasr Dubaï              |
| 5-7   | Tour international d'Oranie          | Algérie  | 2.2    | Luca Wackermann     | Al Nasr Dubaï              |
| 8     | Grand Prix d'Oran                    | Algérie  | 1.2    | Tomas Vaitkus       | Al Nasr Dubaï              |
| 10-12 | Tour international de Blida          | Algérie  | 2.2    | Luca Wackermann     | Al Nasr Dubaï              |
| 12-20 | Tour du Cameroun                     | Cameroun | 2.2    | Mohamed Er Rafai    | Équipe nationale du Maroc  |
| 13-16 | Tour international de Sétif          | Algérie  | 2.2    | Essaïd Abelouache   | Al Nasr Dubaï              |
| 17    | Critérium international de Sétif     | Algérie  | 1.2    | Adil Barbari        | Al Nasr Dubaï              |
| 19-22 | Tour international d'Annaba          | Algérie  | 2.2    | Luca Wackermann     | Al Nasr Dubaï              |
| 23-25 | Tour international de Constantine    | Algérie  | 2.2    | Tomas Vaitkus       | Al Nasr Dubaï              |
| 26    | Circuit international de Constantine | Algérie  | 1.2    | Joseph Areruya      | Équipe nationale du Rwanda |
| 28    | Critérium international de Blida     | Algérie  | 1.2    | Nassim Saidi        | Al Marakeb                 |

### Avril
| Date  | Course                 | Pays     | Classe | Vainqueur           | Équipe                      |
| ----- | ---------------------- | -------- | ------ | ------------------- | --------------------------- |
| 1-10  | Tour du Maroc          | Maroc    | 2.2    | Stefan Schumacher   | Christina Jewelry           |
| 16    | Fenkel Northern Redsea | Érythrée | 1.2    | Mikiel Habtom       |                             |
| 17    | Circuit de Massaoua    | Érythrée | 1.2    | Tesfom Okubamariam  | Équipe nationale d'Érythrée |
| 19-23 | Tour d'Érythrée        | Érythrée | 2.2    | Merhawi Goitom      |                             |
| 23-30 | Tour du Sénégal        | Sénégal  | 2.2    | Abdellah Ben Youcef |                             |
| 24    | Circuit d'Asmara       | Érythrée | 1.2    | Yonas Fissahaye     |                             |

### Mai
| Date  | Course                                            | Pays    | Classe | Vainqueur             | Équipe       |
| ----- | ------------------------------------------------- | ------- | ------ | --------------------- | ------------ |
| 5     | Challenge du Prince - Trophée princier            | Maroc   | 1.2    | Thomas Vaubourzeix    | Lupus Racing |
| 7     | Challenge du Prince - Trophée de l'anniversaire   | Maroc   | 1.2    | Soufiane Sahbaoui     |              |
| 8     | Challenge du Prince - Trophée de la maison royale | Maroc   | 1.2    | Mouhssine Lahsaini    |              |
| 21-25 | Tour de Tunisie                                   | Tunisie | 2.2    | Abderrahmane Mansouri | Sharjah      |

### Août
| Date | Course                          | Pays     | Classe | Vainqueur    | Équipe |
| ---- | ------------------------------- | -------- | ------ | ------------ | ------ |
| 28-2 | Tour de l'Éthiopie Zeles Zenawi | Éthiopie | 2.2    | Tedros Redae |        |

### Septembre
| Date  | Course                | Pays          | Classe | Vainqueur          | Équipe |
| ----- | --------------------- | ------------- | ------ | ------------------ | ------ |
| 24-30 | Tour de Côte d'Ivoire | Côte d'Ivoire | 2.2    | Mohcine El Kouraji |        |

### Octobre
| Date  | Course                  | Pays     | Classe | Vainqueur     | Équipe                                  |
| ----- | ----------------------- | -------- | ------ | ------------- | --------------------------------------- |
| 12-16 | Grand Prix Chantal Biya | Cameroun | 2.2    | Martial Roman | Équipe régionale d'Auvergne-Rhône-Alpes |

## Classements
| Rang | Coureur               | Pays     | Équipe                     | Points |
| ---- | --------------------- | -------- | -------------------------- | ------ |
| 1    | Tesfom Okubamariam    | Érythrée | Sharjah Team               | 432    |
| 2    | Adil Barbari          | Algérie  | Al Nasr Dubaï              | 284    |
| 3    | Soufiane Haddi        | Maroc    | Skydive Dubai-Al Ahli Club | 281    |
| 4    | Abderrahmane Mansouri | Algérie* | Sharjah Team               | 244    |
| 5    | Mouhssine Lahsaini    | Maroc    | -                          | 219    |
| 6    | Essaïd Abelouache     | Maroc    | Al Nasr Dubaï              | 218    |
| 7    | Luca Wackermann       | Italie   | Al Nasr Dubaï              | 212    |
| 8    | Youcef Reguigui       | Algérie  | Dimension Data             | 200    |
| 9    | Elias Afewerki        | Érythrée | Sharjah Team               | 192    |
| 10   | Tomas Vaitkus         | Lituanie | Al Nasr Dubaï              | 180    |

| Rang | Équipe                     | Pays                | Points |
| ---- | -------------------------- | ------------------- | ------ |
| 1    | Al Nasr Dubaï              | Émirats arabes unis | 1 034  |
| 2    | Sharjah                    | Émirats arabes unis | 1 027  |
| 3    | Skydive Dubai-Al Ahli Club | Émirats arabes unis | 588    |
| 4    | Dimension Data-Qhubeka     | Afrique du Sud      | 457    |
| 5    | Direct Énergie             | France              | 214    |
| 6    | Fortuneo-Vital Concept     | France              | 203    |
| 7    | Stradalli-Bike Aid         | Allemagne           | 193    |
| 8    | Lupus Racing               | États-Unis          | 102    |
| 9    | Al Marakeb                 | Émirats arabes unis | 93     |
| 10   | Unieuro Wilier             | Italie              | 90     |

| Rang | Pays           | Points |
| ---- | -------------- | ------ |
| 1    | Érythrée       | 1531   |
| 2    | Maroc          | 1336   |
| 3    | Algérie        | 1277   |
| 4    | Afrique du Sud | 884    |
| 5    | Rwanda         | 502    |
| 6    | Tunisie        | 404    |
| 7    | Éthiopie       | 343    |
| 8    | Égypte         | 164,32 |
| 9    | Namibie        | 142    |
| 10   | Côte d'Ivoire  | 81     |

| Rang | Pays           | Points |
| ---- | -------------- | ------ |
| 1    | Érythrée       | 591    |
| 2    | Algérie        | 551    |
| 3    | Maroc          | 452,33 |
| 4    | Rwanda         | 314    |
| 5    | Tunisie        | 189    |
| 6    | Éthiopie       | 177    |
| 7    | Afrique du Sud | 142    |
| 8    | Égypte         | 86.99  |
| 9    | Angola         | 25     |
| 10   | Côte d'Ivoire  | 8      |